# Corticale polmonare
Per corteccia polmonare o corticale polmonare si intende lo spazio di 3-4 cm al di sotto della pleura (viscerale e scissurale).
Tale spazio è individuabile mediante TC ad alta risoluzione, grazie alla quale si evidenziano i lobuli secondari, costituiti da un'immagine puntiforme di un millimetro (arteria lobulare) e dall'interstizio lobulare.